# 石川美津穂
石川 美津穂（いしかわ みづほ、1975年8月12日 - ）は、静岡県出身の元レースクイーン、元女優、元女子プロレスラーである。身長164cm。スリーサイズはB:84cm、W:59cm、H:86cm。

## 略歴
1996年に鈴鹿サーキットクイーンとしてレースクイーンデビュー。
2001年に吉本女子プロレスJd'にてプロレスデビュー。映画に出演するなど、活動の幅を広げた。
2006年に東宝で制作し、テレビ東京で放送された特撮作品『超星艦隊セイザーX』でネオデスカルの幹部・グローザ役を演じた。

## 出演履歴

### レースクイーン
1996年
- 鈴鹿サーキットクイーン
- ミス黒船　水仙娘

1998年
- NAGOYA RV SHOW QUEEN
- OVER REV！レーシングチームレースクイーン

1999年
- スーパー耐久レースイメージガール　SUPER GIRLS

2000年
- CAT01

### プロレス
2001年〜2004年
- JDスターアストレス

### DVD
- 「SUPER VOICE WORLD」
- 「アストレス」
- 「DOUBLE DEAL」
- 「Jailhouse」

### CD
- 「HAPPY☆HAPPY」
- 「JULLIA」

### 写真集
- アストレス写真集「綺麗事始」
- 石川美津穂1st写真集「NAKED OF PASSION」

### 映画
2001年
- 盲獣vs一寸法師

2002年
- 模倣犯

2003年
- プレイガール
- 女拳皇2

2004年
- ワイルド・フラワーズ
- 恋人はスナイパー 劇場版

2005年
- イン・ザ・プール

### 舞台
2004年
- マホロバ 30-DELUX THE 2ND LIVE
- 週刊ビート

### テレビ
BSジャパン
- 「ジャンヌ・ダルクへの道〜格闘美宣言〜」
- 「ビバ!アストレス」
- 「格闘美伝説」
- 「Jd'神話」
- 「Jナビ」

ヨシモトファンダンゴTV
- 「女子プロレスLIVE JDスター」

サムライTV
- 「生でGONGON」
- 「格闘侍」

テレビ朝日
- 「GET SPORTS」〜女勇降臨〜石川美津穂ドキュメント
- 「NANDA!?」

テレビ東京
- 「Gパラダイスコロシアム」
- 「音楽的流行」
- 「ドゥニチラヴ」
- 「超星艦隊セイザーX」

TBSテレビ
- 「黄金筋肉」〜総合格闘技最強女王決定トーナメント〜
- 「KUNOICHI」

フジテレビ
- 「美女の森」
- 「バイキング VIKING」

テレビ神奈川
- 「HAMA天国」
- 「Yokohama Walker TV」

## 総合格闘技 戦績
| 勝敗 | 対戦相手         | 試合結果                          | 大会名                                                     | 開催年月日    |
| ×    | 斎藤“edge”あゆみ | 2R 3:02 TKO（レフェリーストップ） | SMACKGIRL 2005 ～COOL FIGHTER LAST STAND～                 | 2005年4月30日 |
| ×    | 金子真理         | 1R 0:47 腕ひしぎ十字固め          | 黄金筋肉 女子総合格闘技 最強女王決定トーナメント【準決勝】 | 2004年5月7日  |
| ○    | 羽柴まゆみ       | 1R 2:09 スリーパーホールド        | 黄金筋肉 女子総合格闘技 最強女王決定トーナメント【1回戦】  | 2004年5月7日  |